# Borderlands 3
Borderlands 3 é um RPG de ação e de tiro em primeira pessoa de 2019 desenvolvido pela Gearbox Software e publicado pela 2K. É uma sequência de Borderlands 2 de 2012 e a quarta entrada na série principal de Borderlands. Borderlands 3 foi lançado em 13 de setembro de 2019 para Microsoft Windows, Xbox One e PlayStation 4, foi lançado para macOS em 30 de outubro de 2019. Um port para Stadia foi lançado em 17 de dezembro de 2019. Versões para Xbox Series X/S e PlayStation 5, incluindo atualizações gratuitas para usuários nas versões anteriores do console, foram lançadas em 10 e 12 de novembro de 2020, respectivamente. Uma versão para Nintendo Switch foi lançada em 6 de outubro de 2023.
Os jogadores completam missões secundárias e missões individuais, em modo single-player ou multiplayer, como uma das quatro classes. Quando mortos, os inimigos podem derrubar armas e equipamentos que podem ser equipados. Novas habilidades são desbloqueadas conforme o jogador ganha experiência. O enredo é centrado em quatro novos Vault Hunters recrutados pelos Crimson Raiders de Pandora para impedir que os gêmeos Troy e Tyreen Calypso e seus seguidores de culto insanos aproveitem o poder dos Vaults alienígenas espalhados pela galáxia.
Após o lançamento, Borderlands 3 recebeu críticas geralmente favoráveis com elogios direcionados à sua jogabilidade, embora alguns tenham criticado a falta de inovação, problemas técnicos e escrita. as vendas iniciais do jogo foram as mais altas da série borderlands: mais de cinco milhões de cópias foram vendidas em cinco dias. Uma sequência, Borderlands 4, está em desenvolvimento com lançamento previsto para 23 de setembro de 2025.